# HMS Trespasser
Le HMS Trespasser (pennant number : P312) est un sous-marin de la classe T en service dans la Royal Navy. Il a été construit sous le numéro de coque P312 par Vickers-Armstrongs à Barrow-in-Furness. Il est le premier navire de la Royal Navy à porter le nom de Trespasser (en français : intrus). Et de fait, son insigne représente un renard qui s’empare d’une oie.
Il fut l’un des deux sous-marins de classe T qui furent achevés sans canon antiaérien Oerlikon de 20 mm, l’autre étant le HMS P311.

## Conception
Les sous-marins de la classe S se sont avérés trop petits pour des opérations lointaines. Il fallut mettre en chantier la classe T qui avait 21 mètres de longueur en plus et un déplacement de 1000 tonnes. Alors que les bâtiments de la classe S avaient seulement six tubes lance-torpilles d'étrave, ceux de la classe T en avaient huit, dont deux dans un bulbe d'étrave, plus deux autres dans la partie mince de la coque au milieu du navire.

## Engagements
Le HMS Trespasser fut construit par Vickers-Armstrongs à Barrow-in-Furness. Sa quille fut posée le 8 septembre 1941, il fut lancé le 29 mai 1942 et mis en service le 25 septembre 1942.
Pendant sa carrière en temps de guerre, le HMS Trespasser a servi sur de nombreux théâtres d’opération : dans les eaux territoriales britanniques, en mer Méditerranée et en Extrême-Orient. En patrouille dans le golfe du Lion, il a tiré trois torpilles sur une baleine morte, l’ayant confondue avec un sous-marin ennemi. Il a également attaqué le patrouilleur auxiliaire allemand UJ-6073 / Nimeth Allah, mais n’a pas réussi à le toucher. Sa chance a tourné lorsqu’il a coulé le patrouilleur auxiliaire italien V8 / Filippo à coups de canon. Transféré en Extrême-Orient dans l’océan Pacifique, il a torpillé et endommagé la canonnière auxiliaire japonaise Eifuku Maru au large de la Birmanie.
Il a survécu à la guerre et continue à servir dans la Royal Navy. Il est finalement démoli à Gateshead le 26 septembre 1961.